# Mandlstein
Der Mandlstein (874 m ü. A.) ist ein Berg im niederösterreichischen Waldviertel. Seinen Namen erhielt der Berg von den volkstümlich als mandelförmig bezeichneten erratischen Granitblöcken, welche übereinander und nebeneinander geschichtet den Gipfel bedecken. Er befindet sich nördlich von Moorbad Harbach und liegt in deren Gemeindegebiet, direkt an der Staatsgrenze zu Tschechien.
Er ist ein guter Aussichtspunkt in das nahe Tschechien bzw. das Sudetenland. Den Gipfel erreicht man vom Parkplatz aus nach einem Aufstieg von ca. 20 Minuten. Dieser Weg führt an einer Gedenkstätte der Heimatvertriebenen und einem Klanghäuschen vorbei.

Panorama mit Aussichtsplattform

## Besonderheiten
Entlang des Aufstiegs befinden sich deutsch- und tschechischsprachige Informationstafeln zu den Themen das Grüne Band Europa, Kulturraum Waldviertel-Südböhmen und Heimat.
Der Rundweg um die Gesteinsformationen des Mandlsteins zeigt interessante Gesteinsschichtungen entstanden durch Erosion und führt beim Abstieg in nördlicher Richtung durch das „Steinerne Tor“ am Grunde des Felsens.
Im Frühjahr 2013 wurde an der Westflanke eine stählerne Aussichtsplattform errichtet.
Am südlichen obersten Hang des Naturdenkmals Mandlstein laden steinerne Tische und Ruhebänke zum Verweilen ein. Hier findet alljährlich am letzten Sonntag im August das Treffen der Heimatvertriebenen statt.
Am Felsen stellte die Clemensgemeinde im Jahre 1956 zum Gedenken der toten Heimatvertriebenen ein hölzernes Friedenskreuz auf, welches im Jahr 2013 neu errichtet wurde.
Am nördlich gelegenen Felsblock wurde zum Gedenken an den Böhmerwalddichter Josef Gangl, aus Deutsch Beneschau in Südböhmen, eine Marmortafel angebracht. „In der Güte liegt die wahre Bekehrungskraft“, ein Sinnspruch von ihm, gibt Anlass zum Sinnieren.

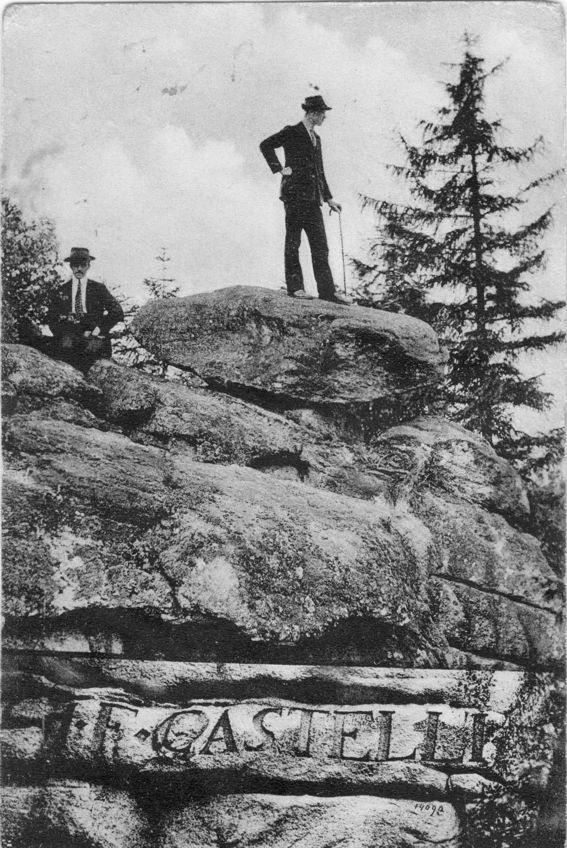
Castelli Inschrift

An der Westseite ist an dem mittleren Felsblock der Name des Volksdichters F.C.Castelli, der seinerzeit den „Berggupf“ um 5 Gulden gekauft haben soll, mit großen Buchstaben eingraviert. Heute ist der Berggipfel im Eigentum der Clemensgemeinde.

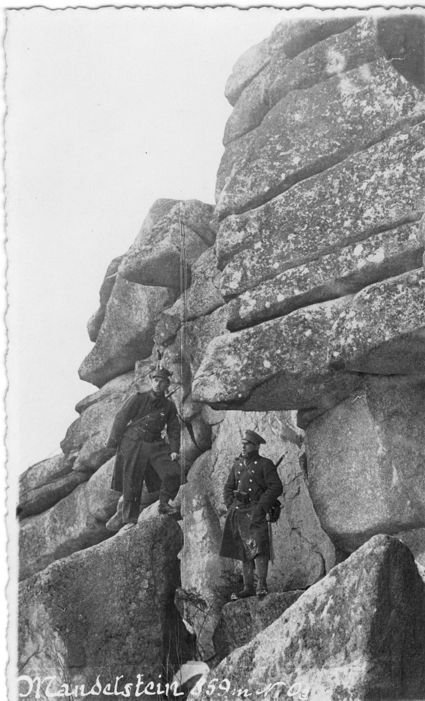
Grenzgendarmerie am Mandlstein zu Zeiten des Eisernen Vorhangs
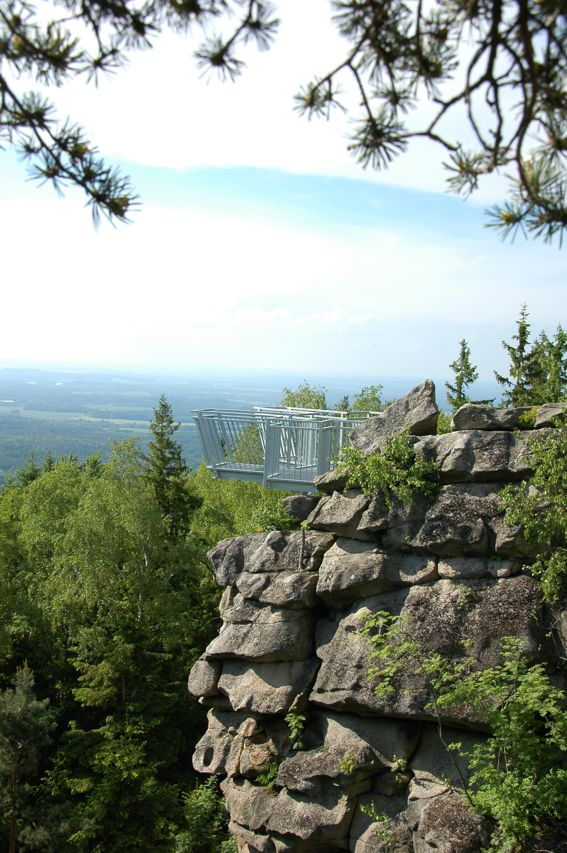
Plattform Mandlstein